# Уэст-Хартфорд
Уэ́ст-Ха́ртфорд (англ. West Hartford) — город на северо-востоке США, пригород столицы Коннектикута — города Хартфорд. Основан в 1854 году. Согласно переписи 2010 года население составляет 63 268 человек.

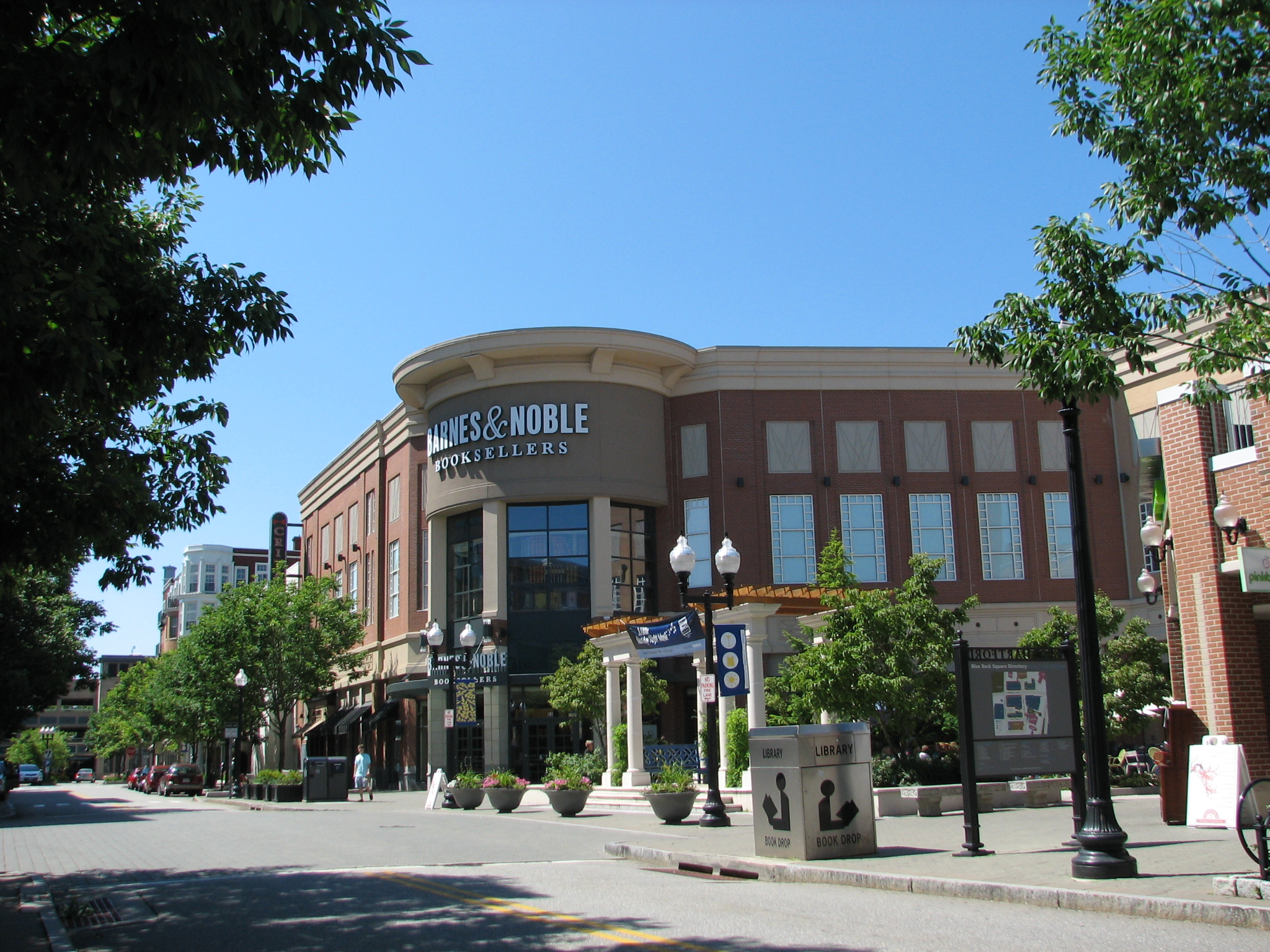
Центральная площадь Уэст-Хартфорда

Уэст-Хартфорд — престижный пригород Хартфорда. В городе есть центральная часть, образуемая пересечением улиц Фармингтон Авеню и Север- и Юг-Мейн-Стрит. Центр изобилует бутиками, ресторанами и офисами банков.
В городе расположены два университета: Университет Хартфорда и Университет Святого Иосифа.
В 2010 году журнал Kiplinger’s Personal Finance назвал Уэст-Хартфорд одним из «10 лучших городов нации для семей» и «10 лучших городов следующего десятилетия». В 2010 году сайт CNN Money присвоил Уэст-Хартфорду 55-е место в рейтинге лучших малых городов США. В 2010 году национальный онлайн журнал travelandleisure.com назвал Уэст-Хартфорд одним из 10 наилучших пригородов нации.